# Hylesia omeva
Hylesia omeva är en fjärilsart som beskrevs av Dyar 1916. Hylesia omeva ingår i släktet Hylesia och familjen påfågelsspinnare. Inga underarter finns listade i Catalogue of Life.